# Anneliese Kerler
Anneliese Kerler (* 15. März 1925 in Bayersried als Anneliese Rothermel; † 12. Mai 1996) war eine deutsche Landwirtin und Politikerin.
Anneliese Kerler besuchte die Volksschule und die Mädchenmittelschule des Klosters Ursberg und beendete die Schullaufbahn mit der mittleren Reife. Erfahrungen in der Landwirtschaft sammelte sie im elterlichen Betrieb. An der Bäuerinnenschule des BBV machte sie die Fremdlehre, die Gehilfinnenprüfung und schließlich 1961 die Meisterinnenprüfung in der ländlichen Hauswirtschaft. Den Bauernhof bewirtschaftete sie bis 1988, als sie ihn an ihren Sohn übergab.
Kerler engagierte sich im Bayerischen Bauernverband bereits in jungen Jahren ehrenamtlich in der Landjugend, sie war außerdem Mädchenvertreterin der Katholischen Jugend. Als Landjugendverterin gehörte sie dem Präsidium des BBV an. Sie war Ortsbäuerin, stellvertretende Kreisbäuerin im Landkreis Krumbach, Bezirksbäuerin von Schwaben und stellvertretende Landesbäuerin. Sie gehörte außerdem dem Landesfachausschuss für bildungspolitische Fragen, dem Beirat des Bildungswerks des BBV und dem Medienrat der Bayerischen Landeszentrale für neue Medien an. Politisch engagierte sie sich als Kreisrätin, ab 1956 im Landkreis Krumbach, nach der Kreisreform im Landkreis Günzburg. Von 1970 bis 1992 war sie Laienrichterin am Jugendgericht. Von 1977 bis 1983 und noch einmal von 1987 bis 1992 gehörte sie dem Bayerischen Senat für die Gruppe Land- und Forstwirtschaft an.